# How to Be a Heartbreaker
Pour les articles homonymes, voir Heartbreaker.
Singles de Marina and the Diamonds
Power & Control
(2012)
Pistes de Electra Heart (version américaine)
Hypocrates
(11) Radioactive
(13)
How to Be a Heartbreaker est une chanson de l'auteure-compositrice-interprète britannique Marina and the Diamonds, présente sur la version américaine de son second album studio, Electra Heart. Elle est sortie le 15 octobre 2012 en tant que troisième single de l'album.

## Liste des pistes
- Téléchargement numérique[1]

1. How to Be a Heartbreaker – 3:41

- EP – Remix[2]

1. How to Be a Heartbreaker – 3:41
2. How to Be a Heartbreaker (Dada Life Remix) – 3:16
3. How to Be a Heartbreaker (Kat Krazy Remix) – 3:34
4. How to Be a Heartbreaker (Almighty Remix) – 5:37
5. How to Be a Heartbreaker (Kitty Pryde Remix) – 3:00
6. How to Be a Heartbreaker (Baunz Remix) – 7:27